# Екатеринбургская городская Дума 2 созыва
Екатеринбургская городская Дума 2 созыва (1996—2001 года) начала свою работу в июне 1996 года. Первое заседание думы 2-го созыва состоялось 20 июня 1996 года.

## Выборы
Выборы в Екатеринбургскую городскую думу II-го созыва прошли в три этапа в 1996 году. В соответствии с уставом города Екатеринбург, выборы прошли по мажоритарной избирательной системе по 27 избирательным одномандатным округам. В думе 2-го созыва действовало 9 фракций:
- «Преображение Урала» — 2 из 27 мест.
- «Партия российского единства и согласия» — 1 из 27 мест.
- «Женщины России» — 1 из 27 мест.
- «Народно-республиканская партия России» / «Уральский центр» — 1 из 27 мест.
- «Яблоко» / «Команда Кузнецова — Объединенные демократы» — 1 из 27 мест.
- «Социалистическая партия России» — 1 из 27 мест.
- «Гражданская партия России» — 1 из 27 мест.
- «Российский союз молодёжи» — 1 из 27 мест.
- «СФКиС» — 1 из 27 мест.

## Структура

### Рабочие группы ЕГД
- Контрольно-счетная палата ЕГД.

## Состав
| 2 созыв (1996—2001)                                                | 2 созыв (1996—2001) | 2 созыв (1996—2001)                                 | 2 созыв (1996—2001)                                                                             | 2 созыв (1996—2001)        |
| Фамилия Имя Отчество                                               | Дата рождения       | Способ избрания                                     | До избрания                                                                                     | Должность в городской думе |
| ------------------------------------------------------------------ | ------------------- | --------------------------------------------------- | ----------------------------------------------------------------------------------------------- | -------------------------- |
| Беспартийные                                                       |                     |                                                     |                                                                                                 |                            |
| Антониади Валерий Георгиевич                                       | 30.12.1940          | Избран по одномандатному избирательному округу №17  | Генеральный директор АООТ «Уралкомпрессор»                                                      | ???                        |
| Вейс Алексей Андреевич                                             | 05.02.1960          | Избран по одномандатному избирательному округу №23  | Адвокат областной коллегии адвокатов                                                            | ???                        |
| Виноградова Элла Корнеевна                                         | 10.03.1950          | Избрана по одномандатному избирательному округу №12 | Главная уполномоченная Ленинского отделения Пенсионного фонда                                   | ???                        |
| Голубкова Надежда Ивановна                                         | 30.10.1946          | Избрана по одномандатному избирательному округу №21 | Руководительница социальной службы Центра «Женщины России»                                      | ???                        |
| Казарин Николай Павлович                                           | 27.04.1946          | Избран по одномандатному избирательному округу №15  | Главный врач ЦГБ № 1 Октябрьского района                                                        | ???                        |
| Костоусов Владимир Порфирьевич                                     | ???                 | Избран по одномандатному избирательному округу №1   | Председатель Свердловской государственной телерадиовещательной компании                         | ???                        |
| Миклашевский Серафим Серафимович                                   | 22.06.1936          | Избран по одномандатному избирательному округу №25  | Помощник депутата Государственной Думы                                                          | ???                        |
| Нижечик Юрий Соломонович                                           | 04.05.1947          | Избран по одномандатному избирательному округу №3   | Директор городского центра крови «Сангвис»                                                      | ???                        |
| Протасов Валентин Иванович                                         | 13.11.1937          | Избран по одномандатному избирательному округу №10  | Главный врач ЦГБ № 7 Кировского района                                                          | ???                        |
| Расов Михаил Юрьевич                                               | ???                 | Избран по одномандатному избирательному округу №18  | Председатель правления ЧОП «Витязь»                                                             | ???                        |
| Руденко Василий Иванович                                           | ???                 | Избран по одномандатному избирательному округу №13  | Заместитель начальника уголовного розыска УВД города Екатеринбурга                              | ???                        |
| Сергин Дмитрий Рифович                                             | 04.11.1967          | Избран по одномандатному избирательному округу №26  | Врач-онколог больницы № 21                                                                      | ???                        |
| Силин Яков Петрович                                                | 17.05.1961          | Избран по одномандатному избирательному округу №6   | Заместитель главы администрации Железнодорожного района, начальник управления социальной защиты | ???                        |
| Шапошников Александр Юрьевич                                       | 12.06.1955          | Избран по одномандатному избирательному округу №12  | Главный врач Муниципального учреждения «Скорая медицинская помощь»                              | ???                        |
| Шеремет Иннокентий Викторович                                      | 29.05.1966          | Избран по одномандатному избирательному округу №4   | Директор Телевизионного агентства Урала                                                         | ???                        |
| Шляпин Александр Валентинович                                      | 12.02.1957          | Избран по одномандатному избирательному округу №9   | Старший преподаватель УГТУ (УПИ)                                                                | ???                        |
| Щукин Владимир Александрович                                       | 18.11.1951          | Избран по одномандатному избирательному округу №11  | Генеральный директор «Продовольственной корпорации Урала»                                       | ???                        |
| Российский Союз Молодёжи                                           |                     |                                                     |                                                                                                 |                            |
| Гусев Дмитрий Геннадьевич                                          | 23.06.1972          | Избран по одномандатному избирательному округу №14  | Первый секретарь горкома Российского союза молодёжи                                             | ???                        |
| Социалистическая партия России                                     |                     |                                                     |                                                                                                 |                            |
| Голубых Владимир Валентинович                                      | 09.10.1949          | Избран по одномандатному избирательному округу №2   | Командир отряда милиции особого назначения УВД Свердловской области                             | ???                        |
| Женщины России                                                     |                     |                                                     |                                                                                                 |                            |
| Брусницына Юлия Валерьевна                                         | 24.09.1948          | Избрана по одномандатному избирательному округу №27 | Заместитель заведующего отделом культуры администрации Октябрьского района                      | ???                        |
| Команда Кузнецова — Объединённые демократы                         |                     |                                                     |                                                                                                 |                            |
| Кузнецов Юрий Григорьевич                                          | 02.06.1961          | Избран по одномандатному избирательному округу №16  | Лидер общественного движения «Команда Кузнецова — Объединенные демократы»                       | ???                        |
| Гражданская партия России                                          |                     |                                                     |                                                                                                 |                            |
| Харитонова Ольга Ивановна                                          | ???                 | Избрана по одномандатному избирательному округу №20 | Председательница областного и городского отделений Фонда милосердия и здоровья                  | ???                        |
| Преображение Урала                                                 |                     |                                                     |                                                                                                 |                            |
| Баков Антон Алексеевич                                             | 29.12.1965          | Избран по одномандатному избирательному округу №8   | Заместитель председателя Областной Думы Законодательного Собрания Свердловской области          | ???                        |
| Почивалов Олег Витальевич                                          | ???                 | Избран по одномандатному избирательному округу №7   | Руководитель службы «скорой социальной помощи» «Преображения Урала»                             | ???                        |
| Партия российского единства и согласия                             |                     |                                                     |                                                                                                 |                            |
| Байков Юрий Михайлович                                             | 26.07.1947          | Избран по одномандатному избирательному округу №8   | Главный врач детской клинической больницы ст. Свердловск-пассажирский                           | ???                        |
| Народно-Республиканская партия России / Уральский центр            |                     |                                                     |                                                                                                 |                            |
| Сёмин Виктор Николаевич                                            | 29.09.1954          | Избран по одномандатному избирательному округу №22  | Заместитель председательствующего Екатеринбургской городской Думы                               | ???                        |
| Содействие физической культуры и спорту (общественная организация) |                     |                                                     |                                                                                                 |                            |
| Козлов Александр Александрович                                     | 19.05.1942          | Избран по одномандатному избирательному округу №19  | Директор муниципальной школы самбо «Уралмаш»                                                    | ???                        |